# Beetlejuice Beetlejuice (bande originale)
 (septembre 2024).
La mise en forme du texte ne suit pas les recommandations de Wikipédia : il faut le « wikifier ».
Les points d'amélioration suivants sont les cas les plus fréquents :
- Les titres sont pré-formatés par le logiciel. Ils ne sont ni en capitales, ni en gras.
- Le texte ne doit pas être écrit en capitales (les noms de famille non plus), ni en gras, ni en italique, ni en « petit »…
- Le gras n'est utilisé que pour surligner le titre de l'article dans l'introduction, une seule fois.
- L'italique est rarement utilisé : mots en langue étrangère, titres d'œuvres, noms de bateaux, etc.
- Les citations ne sont pas en italique mais en corps de texte normal. Elles sont entourées par des guillemets français : « et ».
- Les listes à puces sont à éviter, des paragraphes rédigés étant largement préférés. Les tableaux sont à réserver à la présentation de données structurées (résultats, etc.).
- Les appels de note de bas de page (petits chiffres en exposant, introduits par l'outil «  Source ») sont à placer entre la fin de phrase et le point final[comme ça].
- Les liens internes (vers d'autres articles de Wikipédia) sont à choisir avec parcimonie. Créez des liens vers des articles approfondissant le sujet. Les termes génériques sans rapport avec le sujet sont à éviter, ainsi que les répétitions de liens vers un même terme.
- Les liens externes sont à placer uniquement dans une section « Liens externes », à la fin de l'article. Ces liens sont à choisir avec parcimonie suivant les règles définies. Si un lien sert de source à l'article, son insertion dans le texte est à faire par les notes de bas de page.
- La présentation des références doit suivre les conventions bibliographiques. Il est recommandé d'utiliser les modèles {{Ouvrage}}, {{Chapitre}}, {{Article}}, {{Lien web}} et/ou {{Bibliographie}}. Le mode d'édition visuel peut mettre en forme automatiquement les références.
- Insérer une infobox (cadre d'informations à droite) n'est pas obligatoire pour parachever la mise en page.

Pour une aide détaillée, merci de consulter Aide:Wikification.
Si vous pensez que ces points ont été résolus, vous pouvez retirer ce bandeau et améliorer la mise en forme d'un autre article.
 (septembre 2024).
Albums
65 : La Terre d’avant (bande originale) 
Beetlejuice Beetlejuice - Original Motion Picture Soundtrack est la bande originale, distribué par WaterTower Music, du film Beetlejuice Beetlejuice, réalisé par Tim Burton et sorti en 2024. La musique du film est composée par Danny Elfman, collaborateur régulier de Tim Burton, et la bande originale comprend des chansons sous licence entendues dans le film et deux des indices de partition d'Elfman. La bande originale est sortie via WaterTower Music le 30 août 2024, une semaine avant la sortie du film sur YouTube.

## Liste des titres
| No  | Titre                           | Auteur                                      | Durée |
| --- | ------------------------------- | ------------------------------------------- | ----- |
| 1.  | Main Title Theme                | Danny Elfman                                | 3:20  |
| 2.  | End Titles                      | Danny Elfman                                | 4:36  |
| 3.  | You Agreed to Swap Lives        | Danny Elfman                                | 2:50  |
| 4.  | Tragedy                         | Bee Gees                                    | 5:04  |
| 5.  | Somedays                        | Tess Parks                                  | 2:41  |
| 6.  | MacArthur Park (Single Version) | Donna Summer                                | 3:55  |
| 7.  | Day-O (The Banana Boat Song)    | Alfie Davis And Sylvia Young Theatre School | 2:52  |
| 8.  | Cry, cry                        | Mazzy Star                                  | 3:59  |
| 9.  | Where's the Man                 | Scott Weiland                               | 5:12  |
| 10. | Right Here Waiting              | Richard Marx                                | 4:28  |
| 11. | Svefn-g-englar                  | Sigur Rós                                   | 10:06 |
| 12. | MacArthur Park                  | Richard Harris                              | 7:24  |
| 13. | Soul Train Theme (Scat Version) | The Soul Train Gang                         | 4:15  |

## Contexte et version
En mai 2023, lors d'une interaction avec Matt Grobar de Deadline Hollywood, Elfman a confirmé qu'il composerait la musique de Beetlejuice Beetlejuice. Après avoir fait de même pour le film, il a trouvé « très excitant de revenir dans le monde ». 1
La bande originale incorporait de la musique sous licence telle qu'entendue dans le film. La chanson folklorique traditionnelle jamaïcaine "Day-O (The Banana Boat Song)" a été présentée dans le premier film et a également été incluse dans la suite. Cette chanson a été reprise par Alfie Davis et le Sylvia Young Theatre School et a été présentée dans la première bande-annonce publiée le 23 mai 2024. Le même jour, WaterTower Music a sorti la pochette en single numérique. 1
La bande originale est sortie via WaterTower Music le 30 août 2024. Waxwork Records a publié un double album LP en édition de luxe en précommande le 9 septembre 2024 et devrait être publié en ligne et en magasin en novembre 2024. Cette édition présentait la liste complète des morceaux pressée dans un vinyle coloré "Beetlejuice Splatter" (violet et vert) de 180 grammes avec un Sandworm gravé sur la face D, avec une illustration de Phantom City Creative emballée dans une pochette gatefold à revêtement satiné mat avec une impression d'art de 11 pouces, un manuel et des notes de doublure. 1

## Réception
Wendy Ide de The Guardian a écrit que "la contribution [d'Elfman] à la partition de Beetlejuice Beetlejuice est archétypiquement elfmanesque, sonnant comme si elle était jouée par un orchestre de squelettes frénétiques", mais a trouvé que les choix musicaux étaient un hasard. Owen Gleiberman de Variety a décrit la partition comme de la « musique fantôme nerveuse » et a qualifié la couverture de « Day-O » et la séquence musicale de « spectaculaires ». Dana Stevens de Slate l'a qualifié de « score zippy ».1
David Rooney du Hollywood Reporter a écrit que la partition d'Elfman "a toutes les qualités de son apogée en collaboration avec Burton plus de nouvelles saveurs distinctives". Ty Burr du Washington Post a écrit : « La partition musicale de Danny Elfman, un personnage à part entière, revient comme une calliope en fuite. » Mireia Mullor de Digital Spy a écrit : « Avec la partition ludique de Danny Elfman, le film comprend de glorieuses chutes d'aiguilles. , avec des succès allant de « Tragedy » des Bee Gees à « Wherever You Go, Which You Do » de Richard Marx. » 